# Royal Lincolnshire Regiment
Le Royal Lincolnshire Regiment est un régiment d'infanterie de ligne de l'armée britannique, formé le 20 juin 1685 sous le nom de « Comte de Bath's Regiment » d'après le nom du colonel John Granville, 1er comte de Bath. En 1751, il fut numéroté comme la plupart des autres régiments de l'armée et nommé 10e (North Lincoln) Regiment of Foot. Après les réformes Childers de 1881, il devint le Lincolnshire Regiment après le comté où il recrutait depuis 1781.
Après la Seconde Guerre mondiale, le régiment fut honoré du nom de Royal Lincolnshire Regiment, avant d'être fusionné en 1960 avec le Northamptonshire Regiment pour former le 2nd East Anglian Regiment (en) qui fusionna plus tard avec le 1st East Anglian Regiment (en), 3rd East Anglian Regiment (en) et le Royal Leicestershire Regiment (en) pour former le Royal Anglian Regiment (en). La compagnie « A » du 2e bataillon des Royal Anglians perpétue les traditions du Royal Lincolnshire Regiment.
Le 2e bataillon était stationné aux Bermudes lorsque la guerre a commencé, partant à l'automne 1914 pour le front occidental (avec un certain nombre de soldats supplémentaires qui s'étaient enrôlés aux Bermudes). Un contingent du Bermuda Volunteer Rifle Corps (BVRC) composé du capitaine Richard Tucker et de 88 autres grades fut détaché en décembre 1914 pour s'entraîner pour le front occidental. On espérait que cela pourrait rejoindre le 2e Lincolns, mais le besoin de renfort du 1 Lincolns était plus grand et il était attaché à ce bataillon organisé en deux pelotons supplémentaires d'une des compagnies du bataillon. Après avoir perdu cinquante pour cent de ses effectifs restants le 25 septembre 1916 à Gueudecourt, une douzaine de survivants de ce contingent sont fusionnés avec un deuxième contingent (un officier et 36 autres grades) du BVRC. À la fin de la guerre, les deux contingents avaient perdu plus de 75 % de leurs effectifs combinés. L'affiliation entre le Lincolnshire Regiment et le BVRC a été officialisé après la guerre, à la suite de quoi tout l'état-major permanent de l'armée régulière pour le BVRC a été fourni par le Lincolnshire Regiment. Pendant la Seconde Guerre mondiale, le BVRC a de nouveau fourni deux projets au Lincolnshire Regiment; un en juin 1940 et une compagnie complète en 1944. Cinq Bermudiens qui ont servi avec le Lincolnshire Regiment pendant la guerre (trois du BVRC) ont atteint le grade de major avec le régiment : le major général Glyn Gilbert (plus tard du Parachute Regiment), Lieutenant-Colonel John Brownlow Tucker (le premier commandant du Royal Bermuda Regiment , amalgamé du Bermuda Volunteer Rifle Corps et de la Bermuda Militia Artillery en 1965), Major Anthony Smith (tué au combat à Venrai, en 1944, et sujet d'un film primé, In The Hour of Victory), Major Patrick Purcell, responsable de l'administration des journaux allemands dans la zone d'occupation britannique, et le lieutenant-colonel Bernard John Abbott,,,,,,,,,,,,,,,. Le Royal Anglian Regiment entretient aujourd'hui la même relation avec le Royal Bermuda Regiment.